# De Hoop (Rha)
De molen De Hoop is een in 1879 gebouwde windmolen en staat aan de Rhabergseweg in Rha in de Nederlandse gemeente Bronckhorst. Deze beltmolen is gebouwd in opdracht van A. Reuling, ter vervanging van een eerdere beltmolen uit 1856, die was afgebrand. Het is een witgeschilderde, ronde bakstenen korenmolen met 2 koppel maalstenen. De belthoogte bedraagt drie meter.
De Hoop is tot 1962 in bedrijf geweest, waarna de molen in verval raakte. In 1995 kocht de familie Hofman de molen en werd de stichting Molen De Hoop opgericht. In 1998 had de stichting voldoende geld bijeengebracht om hem te laten restaureren. In 2000 draaide De Hoop weer.
Het wiekenkruis is op de binnenroede voorzien van Ten Have-kleppen. Voor de restauratie waren imitatie-kleppen aangebracht, waardoor de molen slecht functioneerde. Dit was de oorzaak van de langdurige stilstand.
De molen maalt op vrijwillige basis graan en is tweemaal per maand open voor bezoek.